# Champagne Pannier
Champagne Pannier es una casa de champán fundada en 1899. Está ubicada en Château-Thierry en la Valle de la Marne. Es la casa de champán más importante del sur del departamento Aisne.

## Historia
Louis Eugène Pannier es el fundador de la casa de champán que tiene su nombre. Esta casa fue fundada en 1899 en Dizy, cerca de Épernay.
En 1937, su hijo decidió mover su empresa en Château-Thierry, en la Valle de la Marne, donde se encuentran cuevas medievales. Estas cuevas son antiguas canteras de piedra del siglo XII y permitieron a la casa Pannier desarrollarse y prosperar.
En 1974, una unión de productores (la actual Covama) decidió comprar esta empresa familiar para hacerla beneficiar de un nuevo instrumento de producción y así mejorar su actividad.
En 2002, se encontró en las cuevas un arquero grabado en la piedra durante el siglo XIV. Este personaje correspondía a la filosofía de la casa, y entonces fue utilizado como logotipo.

## Certificaciones
La empresa somete su organización a algunas certificaciones anuales como las normas ISO (desde 12 años) y BRC (normas británicas). Estas certificaciones investigan el nivel de calidad de su organización interna a propósito de mejora continua.

## Actividades
Los productos de Champagne Pannier están distribuidos en todo el territorio francés gracias a una red de agentes en los sectores tradicionales (restauración-hostelería, bodegueros, tiendas gurmé, venta directa). Pannier exporta también sus productos en más de 20 países, y las empresas Eurostar y Virgin Group son algunos de los clientes más importantes.
Desde algunos años, la empresa ha desarrollado una actividad de organización de seminarios y recepciones, y cuenta con un anfiteatro de 300 sitios y salas de reunión.
En cuanto a las visitas de las cuevas medievales, en 2008 atrajeron unos 10 000 visitantes y pueden hacerse en 5 lenguas.